# Nyugodj meg, kedves!
A Nyugodj meg, kedves! (eredeti címe Relaxe-toi chérie) 1964-ben bemutatott színes francia–olasz filmvígjáték Jean Boyer rendezésében, Sandra Milo és Fernandel főszereplésével, Jean Bernard-Luc Le Complexe de Philémon című színpadi vígjátéka alapján. A magyar mozik 1966-ban mutatták be.

## Cselekmény
Hélène (Sandra Milo) és François (Fernandel) boldog házasságban élnek egymással immár tizenkét éve. Hélène azonban barátnői és a társasági sajtó hatására érdeklődni kezd a pszichoanalízis iránt. Hamarosan a nőcsábász dr. David Kouglov professzor (Jean-Pierre Marielle) hatása alá kerül. Az ő rábeszélő képességének hatására elhatalmasodik rajta az érzés, hogy férjének lelki egészsége, derűs kiegyensúlyozottsága és szilárd házastársi hűsége mögött szörnyű pszichés titok rejtőzhet: férje tulajdonképpen szenved, mert meg akarja csalni a feleségét, de lelki gátlásai ebben megakadályozzák. Hélène úgy érzi, François-nak külső segítségre van szüksége, hogy kiélhesse elfojtott, titkos vágyait. Három barátnőjét sorra beszervezi, hogy közreműködésükkel próbára tegye, férje megcsalhassa őt, mellesleg így Hélène is kiszabadulhatna a házastársi hűség lelki kötelékétől, és elfojtás nélkül, érett gyümölcsként hullana dr. Kouglov ölébe.
François felfedezi a doktor és a nők összeesküvését. Egy különleges estélyt szervez, ahová minden cinkostárs meghívást kap, mindenki „levetkőzi” gátlásait, fény derül Kouglov professzor mesterkedéseire. A házasfelek kibékülnek, de a pszichiáter nem adja fel, a férj és feleség tántoríthatatlan egymáshoz ragaszkodását beteges Philémón és Baukisz-komplexusként diagnosztizálja, remélve, hogy a jövőben ebből még kinőhet valami kis családi dráma, amelynek megoldásához – a doktor reménye szerint – a pszichiátriai szakértelmére lesz szükség.

## Szereposztás
| Szerep                                  | Színész              | Magyar hangja (1. szinkron) | Magyar hangja (2. szinkron) |
| --------------------------------------- | -------------------- | --------------------------- | --------------------------- |
| François Faustin, gyáros                | Fernandel            | Ráday Imre                  | Szabó Ottó                  |
| Hélène Faustin, François felesége       | Sandra Milo          | Váradi Hédi                 | Szegedi Erika               |
| Blaise, komornyik                       | Jean Lefebvre        | N/A                         | Zenthe Ferenc               |
| David Kouglov, professzor               | Jean-Pierre Marielle | N/A                         | Kaló Flórián                |
| Hubert Grandpierre, gyógyszerész        | Maurice Chevit       | N/A                         | Verebes Károly              |
| Lucienne Grandpierre, Hubert felesége   | Yvonne Clech         | N/A                         | Csűrös Karola               |
| Az ipari cég elnöke                     | Jean-Paul Zola       | N/A                         | Huszár László               |
| Monsieur Duteil, a cég meghatalmazottja | Jean Lara            | N/A                         | Dobránszky Zoltán           |
| Madame Duteil, a felesége               | Jacqueline Rivière   | N/A                         | Dallos Szilvia              |
| Van Druck, holland üzletember           | Kajio Pawlowski      | N/A                         | Füzessy Ottó                |
| Olga, jógaoktató                        | Hella Petri          | N/A                         | Felföldi Anikó              |
| Cécile, Faustinék barátnője             | Pascale Roberts      | N/A                         | Császár Angéla              |
| Pelusso kisasszony, François titkárnője | Jacqueline Jefford   | N/A                         | Schubert Éva                |
| Christiane Faustin, François húga       | Liliane Gaudet       | N/A                         | Tanai Bella                 |
| Antonia, François szakácsnője           | Hélene Dieudonné     | N/A                         | Kádár Flóra                 |

## További információ
- Nyugodj meg, kedves! az Internetes Szinkronadatbázisban (magyarul)
- Nyugodj meg, kedves! az Internet Movie Database-ben (angolul)
- Nyugodj meg, kedves! a Box Office Mojón (angolul)
- Relaxe-toi chérie (francia nyelven). AlloCiné.fr
- Le complexe de Philémon (angol nyelven). Collections Search BFI.org.uk. (Hozzáférés: 2023. október 24.)